# Hunzenschwil
Hunzenschwil est une commune suisse du canton d'Argovie, située dans le district de Lenzbourg.

## Histoire

Vue aérienne (1962)

Hunzenschwil fait partie du bailliage bernois de Lenzbourg de 1415 à 1798. La basse justice sur le  village est achetée par Berne en 1433.